# Port morski Dziwnów
Port morski Dziwnów – port morski nad Morzem Bałtyckim, na mierzei cieśniny Dziwny, w woj. zachodniopomorskim. 
Ruch graniczny odbywa się poprzez morskie przejście graniczne Dziwnów.

## Położenie
Port rybacki położony jest na długiej mierzei, pomiędzy cieśniną Dziwną i brzegiem Bałtyku a Zalewem Kamieńskim.
Port morski został formalnie ustanowiony w 1963 roku.
W granicach administracyjnych portu znajduje się akwatorium o powierzchni 0,5025 km².

## Warunki nawigacyjne

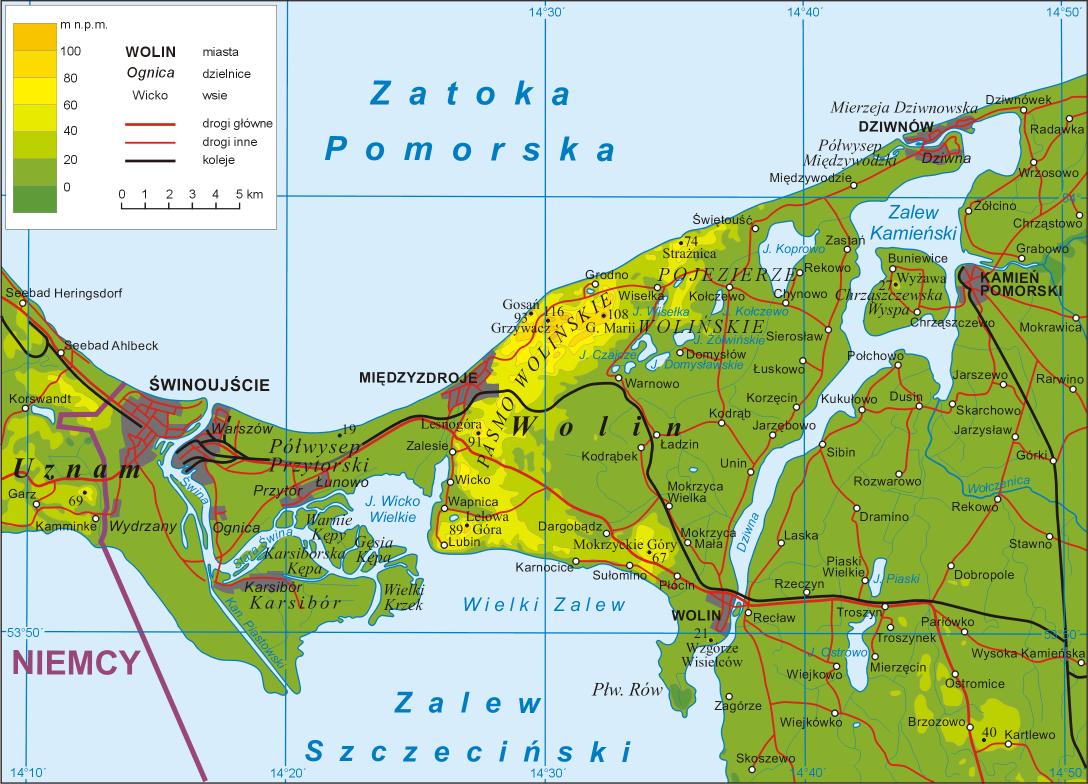
Mapa z Zalewem Kamieńskim

Maksymalna prędkość prądu w ujściu Dziwny wynosi około trzech węzłów, a średnia około jednego węzła. Kierunek prądu ulega często zmianom w zależności od kierunku i siły wiatru.
W porcie Dziwnów obowiązują następujące zasady ruchu statków:
1. Maksymalna długość statków mogących zawijać do portu wynosi 60 m, a maksymalna szerokość – 11,5 m.
2. Aktualne dopuszczalne zanurzenie statków określa Kapitan Portu Dziwnów,
3. W zależności od warunków żeglugi kapitan portu może nakazać wejście lub wyjście statku w asyście radaru brzegowego.
4. Wejście i wyjście z portu dozwolone jest dla stanu morza do 4°B.
5. Warunki wejścia i wyjścia z portu statków przy sile wiatru powyżej 8°B, każdorazowo określa Kapitan Portu Dziwnów.

Ruch statków przez cieśninę związany jest z przepłynięciem przez most zwodzony. Dwa brzegi Dziwny spina most drogowy włączony do drogi wojewódzkiej nr 102, znajdujący się 350 m na wschód od Basenu Zimowego. Zwodzone przęsło mostu, umiejscowione w pobliżu zachodniego brzegu rzeki, jest otwierane o każdej parzystej godzinie doby, jeśli są jednostki, które zgłosiły zamiar przejścia.
Szerokość pasa żeglownego pomiędzy filarami przęsła zwodzonego wynosi 9,8 m (przy szerokości pomiędzy filarami 14,4 m). Prześwit pionowy po zamknięciu mostu wynosi 2,2 m. Maksymalny kąt podnoszenia przęsła od położenia poziomego wynosi 75°.

## Infrastruktura
Wejście do portu od strony morza osłaniają dwa falochrony – wschodni o długości 356 m i zachodni o długości 342 m. Głębokość na wysokości głowic falochronów wynosi 3,0 m; w osi kanału (z umocnionymi brzegami) – 4,0 m, a przy zakręcie – 4,5 m.
| Nazwa nabrzeża                        | Długość | Głębokość |
| ------------------------------------- | ------- | --------- |
| Basen Zimowy                          | 482,5 m | 1,5–4,0 m |
| Nabrzeże Postojowo-przeładunkowe      | 368 m   | 3,5–4,0 m |
| Nabrzeże Pasażerskie                  | 100 m   | 4,0 m     |
| Nabrzeże Postojowe (nowe pasażerskie) | 184 m   | 0,5–4,5 m |
| Nabrzeże CPN                          | 33 m    | 4,0 m     |
| Marina POLMEX                         | 100 m   | 2,0 m     |
| Pomost Odpraw                         | 42 m    | 3,0 m     |

Funkcje nabrzeży:
- Basen Zimowy spełnia rolę basenu postojowego dla jednostek rybackich oraz stanowi schronienie dla jednostek morskich w okresie sztormów. Jednocześnie jest stałym miejscem postoju statków ratownictwa brzegowego.
- Nabrzeże postojowo-przeładunkowe oraz część nabrzeża pasażerskiego spełniają rolę stałego miejsca postoju kutrów rybackich zarejestrowanych w porcie Dziwnów.
- Nabrzeże pasażerskie jest miejscem postoju statków pasażerskich odbywających w sezonie letnim regularne rejsy do Kamienia Pomorskiego oraz w morze.
- Nabrzeże postojowe (nowe pasażerskie) jest nabrzeżem przeznaczonym wyłącznie dla jednostek sportowych.